# Duplominona samalonae
Duplominona samalonae är en plattmaskart som beskrevs av Martens och curini-Galletti 1989. Duplominona samalonae ingår i släktet Duplominona och familjen Monocelididae.
Artens utbredningsområde är Indiska oceanen. Inga underarter finns listade i Catalogue of Life.